# Eva Badura-Skoda
Eva Badura-Skoda (née Halfar, le 15 janvier 1929 à Munich et morte le 8 janvier 2021 à Vienne) est une musicologue germano-autrichienne.

## Biographie
Née à Munich, Eva Halfar étudie le piano et la viole d'amour à l'Académie de musique et des arts du spectacle de Vienne et suit des cours de musicologie, de philosophie et d’histoire de l’art aux universités de Heidelberg, Vienne et Innsbruck. Elle obtient le diplôme Ph.D., en 1953, avec la thèse Studien zur Geschichte des Musikunterrichtes in Österreich im 16., 17. und 18. Jahrhundert . 
En 1951, elle épouse Paul Badura-Skoda, pianiste et musicologue, avec qui elle collabore aux volumes Mozart-Interpretation (Vienne, 1957 ; traduction anglaise, 1961 ; 2e édition, rév., 1996 ; dernière version fondamentalement révisée de 2008) et Bach -Interprétation (Laaber, 1990; traduction anglaise, 1992)
En 1962 et 1963, elle dirige des séminaires d'été au Mozarteum de Salzbourg. En 1964, elle est professeure invitée à l'Université du Wisconsin, à Brittingham, puis y devient professeure de musicologie de 1966 à 1974. Elle est professeure invitée à l'Université de Boston (1976), à l'Université Queen's à Kingston, en Ontario (1979), à l'Université McGill à Montréal (1981-1982) et à l'Université de Göttingen (1982-1983). En 1986, le gouvernement autrichien lui décerne la Croix d'honneur autrichienne pour la science et l'art. 
Eva Badura-Skoda rédige de nombreux articles sur la musique au piano, la lutherie, l'histoire de l'opéra du XVIIIe siècle et des études iconographiques et biographiques sur des livres et des revues de revues scientifiques. Elle dirige également des compositions de Haydn, Dittersdorf, Mozart et Schubert . 
Avec Peter Branscombe, elle publie un volume sur les problèmes de style et de chronologie avec Schubert Schubert Studies: Problems of Style and Chronology (Cambridge, 1982). Elle édite également le rapport du congrès international Haydn qu'elle a organisé (Vienne 1982) et elle est également rédactrice en chef du volume Schubert et ses amis (Compte rendu de la conférence Schubert, Vienne 1997).
Son livre Mozart-Interpretation, — traduit en français par L'Art de jouer Mozart au piano — co-écrit avec Paul Badura-Skoda, est une étude détaillée des préoccupations du texte de musique et des arrière-plans liés à la performance, qui sont très pertinents pour les pianistes impliqués dans l'interprétation de la musique pour piano de Mozart.
Le couple Badura-Skoda a quatre enfants, dont le plus jeune fils du pianiste, Michael Badura, décédé en 2001 à 37 ans, ancien partenaire en duo de Rico Gulda.